# Liste der Truppenteile der Gebirgsjägertruppe des Heeres der Bundeswehr

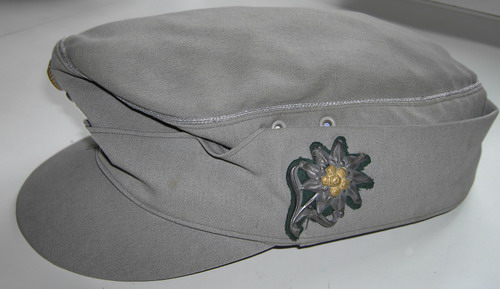
Das Erkennungszeichen der Gebirgsjäger. Das Edelweiß auf der Bergmütze

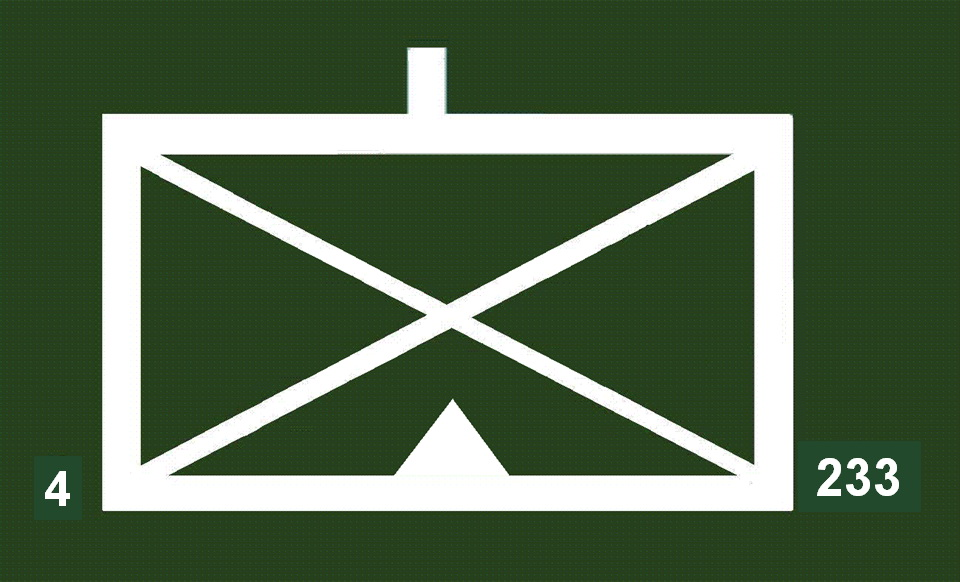
Taktisches Zeichen der Gebirgsjäger, hier 4./ GebJgBtl 233

Die Liste der Truppenteile der Gebirgsjägertruppe des Heeres der Bundeswehr enthält alle aufgelösten, aktiven und nicht aktiven (Geräteeinheiten, gekaderte Bataillone) Verbände und Großverbände der Gebirgsjägertruppe der Bundeswehr sowie eine kurze Übersicht über ihren Aufstellungszeitpunkt, Stationierungsorte, Unterstellung und über ihre Auflösung oder Umbenennung.
Zusätzlich wurden die Verbände aufgenommen, deren Kampftruppenkern zu bedeutenden Anteilen aus Gebirgsjägern gebildet wurde, und auch solche Verbände aufgeführt, die nur in geringem Maß oder überhaupt nicht aus Gebirgsjäger bestanden, deren Bezeichnung aber solchen mit erheblichen Gebirgsjägeranteil entsprach. In der Liste wurden außerdem die Gebirgssicherungsbataillone berücksichtigt, auch wenn in diesen nicht nur Gebirgsjäger dienten und in der Gesamtheit nicht zur Gebirgsjägertruppe gerechnet wurden.

## Legende
Die Legende gilt für alle folgenden Listen
| Legende                               |
| ------------------------------------- |
| Aufgelöster Verband                   |
| Teilaktiver oder nichtaktiver Verband |
| Aktiver Verband                       |

Siehe auch hier für das Abkürzungsverzeichnis.

## Divisionen
Einzige Division in der Geschichte der Bundeswehr, die in nennenswertem Umfang Kampftruppen aufwies, die aus Gebirgsjägern gebildet wurden, war die 1. Gebirgsdivision, die als 8. Division des Heeres bis zur Wiedervereinigung alle Gebirgstruppen der Bundeswehr umfasste. Vorgänger war die 1956 aufgestellte Gebirgsbrigade 104.
|  | Bezeichnung | Aufstellung (aus)           | Stabssitz                                                  | Verbleib                   | Bemerkung                       |
|  | ----------- | --------------------------- | ---------------------------------------------------------- | -------------------------- | ------------------------------- |
|  | 1. GebDiv   | 14. Nov. 1956 (GebBrig 104) | zunächst Garmisch-Partenkirchen, als WBK VI/1. Div München | aufgelöst am 30. Sep. 2001 | 1994–2001 fusioniert mit WBK VI |

## Brigaden
In der Aufbauphase der Bundeswehr gab es die Gebirgsbrigade 104, die jedoch nur kurze Zeit existierte und ab 1. Dezember 1956 in die 1. Gebirgsdivision überging. Die in der Folgezeit aufgestellten beiden Gebirgsjägerbrigaden, hervorgegangen aus den Kampfgruppen A8 und B8, waren analog zum Schema aller Brigaden des Heeres nummeriert (Vgl. zum Beispiel Liste der Panzerverbände der Bundeswehr). Da die 1. Gebirgsdivision die 8. Division des Heeres war, jede Division drei Brigaden umfasste und die Brigaden stringent durchnummeriert waren (1. Division → Brigaden 1, 2 und 3; 2. Division → Brigaden 4, 5 und 6; usw.), trugen die ihr unterstellten Brigaden die Nummern 22, 23 und 24. Die Brigade 22 war die „erste“, die Brigade 23 die „zweite“ und die Brigade 24 die sogenannte „dritte“ Brigade der Division. Die Brigade 24 war wie (fast) alle „dritten Brigaden“ in den Jäger-, Panzer- und Panzergrenadierdivisionen der Bundeswehr bis 1990, als Panzerbrigade aufgestellt.
|  | Bezeichnung1 | Aufstellung (aus)     | (letzter) Stabssitz        | Verbleib                                                             | Bemerkung                   |
|  | ------------ | --------------------- | -------------------------- | -------------------------------------------------------------------- | --------------------------- |
|  | GebBrig 104  | 1956                  | Planungsstab in Hammelburg | zur Bildung 1. GebDiv und Gebirgskampfgruppe B8 ab 1956 herangezogen | nie vollständig aufgestellt |
|  | GebJgBrig 22 | März 1959 (KpfGrp B8) | Mittenwald                 | am 1. Okt. 1981 umgegliedert in PzGrenBrig 22 mit Sitz in Murnau     | 1993 aufgelöst              |
|  | GebJgBrig 23 | März 1959 (KpfGrp A8) | Bad Reichenhall            | aktiv                                                                | Beiname: Bayern             |

## Bataillone

### Gebirgsjägerbataillone
Die Nummerierung der in der Heeresstruktur I zunächst aufgestellten Bataillone war fortlaufend 8, 18, 28, wobei jeweils die „Acht“ für deren Zugehörigkeit zur 8. Division (≈1. Gebirgsdivision) stand. Mit der Heeresstruktur II ab 1959 wurden die aufgestellten Bataillone einer eindeutigeren Nummerierungskonventionen unterzogen. Die ersten beiden Ziffern ihrer dreistelligen Nummer entsprach der Nummer der Brigade, der sie unterstellt waren. Das Gebirgsjägerbataillon 221 war also das „erste“ Bataillon der Gebirgsjägerbrigade 22, das Gebirgsjägerbataillon 232 das „zweite“ der Gebirgsjägerbrigade 23. Analog zu den anderen Felddivisionen des Heeres (außer 1. Luftlandedivision, vgl. Liste der Jägerverbände der Bundeswehr) waren der 1. Gebirgsdivision in der Heeresstruktur IV zwei nicht aktive Divisionsjägerbataillone mit den Endnummern 86 und 87 unterstellt. Die „Acht“ als erste Ziffer steht dabei für ihre Zugehörigkeit zur 8. Division (≈1. Gebirgsdivision). Durch die Unterstellung unter die Gebirgsdivision erhielten die beiden Bataillone allerdings abweichend von den ansonsten völlig analog nummerierten Divisionsjägerbataillonen anderer Divisionen die Bezeichnung Gebirgsjägerbataillon.  Die Soldaten dieser beiden Bataillone rekrutierten sich aus den ausgeschiedenen Soldaten der vier bzw. drei aktiven Gebirgsjägerbataillone sowie nach Umgliederung auch aus den zwei Panzergrenadierbataillonen der Gebirgspanzergrenadierbrigade 22. Nach Beitritt der ostdeutschen Länder und Gesamtberlins zur Bundesrepublik wurde in Ostdeutschland das Gebirgsjägerbataillon 571 in Schneeberg neu aufgestellt. Seine Ziffer 571 leitet sich aus der ursprünglichen Unterstellung unter das Jägerregiment 57 in Schneeberg ab, vgl. dazu auch die Nummerierungskonvention der Jägerverbände dargestellt in der Liste der Jägerverbände der Bundeswehr.
Die Nummerierung war in Zeiten des Kalten Krieges stringent; doch nach 1990 und im Zuge der drastischen Verkleinerung der Bundeswehr wurde aus Gründen der Tradition häufig von der üblichen Nummerierung abgewichen, so dass diese nur ein Hinweis auf die vorgesehene oder die ursprüngliche Unterstellung sein kann.
Das Gebirgsjägerbataillon besteht aus der 1./Stabs- und Versorgungskompanie mit einem Hochgebirgszug, der 2./ bis 4./ Jägerkompanie und der 5./schweren Jägerkompanie sowie einer Feldersatz- und Ausbildungskompanie. Ein Gebirgsjägerbataillon ist mit Häglunds ausgestattet.
|  | Bezeichnung  | Aufstellung (aus)               | (letzter) Stabssitz1                        | Verbleib                                                        | Bemerkung                                                                                               |
|  | ------------ | ------------------------------- | ------------------------------------------- | --------------------------------------------------------------- | --- |
|  | GebJgBtl 8   | 1. Juli 1957 (GebJgBtl 104)     | Mittenwald                                  | 1. April 1959 Umbenennung in GebJgBtl 221                       | unterstand Gebirgskampfgruppe B8 (der späteren GebJgBrig 22)                                            |
|  | GebJgBtl 18  | 1. Juli 1957 (aus GebJgBtl 114) | Mittenwald                                  | 1. April 1959 Umbenennung in GebJgBtl 222                       | unterstand Gebirgskampfgruppe B8 (der späteren GebJgBrig 22)                                            |
|  | GebJgBtl 28  | April 1957                      | Mittenwald                                  | 1959 Umbenennung in GebJgBtl 231                                | unterstand Gebirgskampfgruppe A8 (der späteren GebJgBrig 23)                                            |
|  | GebJgBtl 38  | Mai 1957                        | Bischofswiesen-Strub                        | März 1959 Umbenennung in GebJgBtl 232                           | unterstand Gebirgskampfgruppe A8 (der späteren GebJgBrig 23)                                            |
|  | GebJgBtl 86  | 1981 (aus GebJgBtl 223)         | Landsberg am Lech                           | 1992 aufgelöst                                                  | GerEinh der 1. GebDiv                                                                                   |
|  | GebJgBtl 87  | 1981(aus GebJgBtl 233)          | Bruckmühl-Heufeld                           | 1993 aufgelöst                                                  | GerEinh der 1. GebDiv                                                                                   |
|  | GebJgBtl 104 | 16. Juli 1956                   | Mittenwald                                  | 1957 daraus Bildung GebJgBtl 8                                  | unterstand GebBrig 104; erreichte wohl nie volle Sollstärke und Einsatzbereitschaft                     |
|  | GebJgBtl 114 | 16. Juli 1956                   | Mittenwald                                  | 1957 daraus Bildung GebJgBtl 18                                 | unterstand GebBrig 104; erreichte wohl nie volle Sollstärke und Einsatzbereitschaft                     |
|  | GebJgBtl 221 | 1959 (aus GebJgBtl 8)           | Mittenwald                                  | Okt. 1981 umbenannt in GebJgBtl 233 und Wechsel zu GebJgBrig 23 | |
|  | GebJgBtl 222 | 16. März 1959 (aus GebJgBtl 18) | Mittenwald                                  | zum 1. Oktober 1981 umbenannt in GebJgBtl 234                   | wechselte im Zuge der Umbenennung zur GebJgBrig 23                                                      |
|  | GebJgBtl 223 | 1. August 1963                  | Kempten (Allgäu), ab 1970 Landsberg am Lech | 1981 umbenannt in GebJgBtl 86                                   | GerEinh der 1. GebDiv                                                                                   |
|  | GebJgBtl 231 | 1959 (GebJgBtl 28)              | Bad Reichenhall                             | aktiv                                                           | |
|  | GebJgBtl 232 | 1959 (GebJgBtl 38)              | Bischofswiesen-Strub                        | aktiv                                                           | |
|  | GebJgBtl 233 | 1. August 1963                  | Bruckmühl-Heufeld                           | 1981 umbenannt in GebJgBtl 87                                   | GerEinh der 1. GebDiv                                                                                   |
|  | GebJgBtl 233 | Okt. 1981 (GebJgBtl 221)        | Mittenwald                                  | aktiv                                                           | |
|  | GebJgBtl 234 | 1. Oktober 1981 (GebJgBtl 222)  | Mittenwald                                  | 30. April 1992 aufgelöst                                        | |
|  | GebJgBtl 571 | 1996 (JgBtl 571)                | Schneeberg                                  | 2008 (Auflösungsappell: 15. September 2007)                     | zuletzt unterstellt PzGrenBrig 37, bis 1996 als JgBtl 571 Teil des JgRgt 57 des WBK VII / 13. PzGrenDiv |

1Bei nicht aktiven Einheiten: Standort des Kaders und/oder Mobilmachungsstützpunkt und/oder Depotstandort

### Gebirgssicherungsbataillon
Analog zu den Sicherungsbataillonen der anderen Divisionen (außer Luftlandedivision) wurde ein nichtaktives (Geräteeinheit) Sicherungsbataillon zur Sicherung des Divisionsgefechtsstandes sowie der atomaren Gefechtsköpfe der Divisionsartillerie aufgestellt. Die dort dienenden Reservisten waren nicht unbedingt nur ausgebildete Gebirgsjäger, sondern gehörten verschiedenen Truppengattungen an. Wie auch die anderen Divisionssicherungsbataillone erhielt das Bataillon die Nummer X8, wobei X für die Divisionsnummer stand, im Falle der 1. Gebirgsdivision (8. Division) also 88. Das Präfix Gebirgs- ergab sich vor allem aus der Unterstellung unter die Gebirgsdivision; ansonsten war das Bataillon aber analog zu den Sicherungsbataillon der anderen 10 Divisionen gegliedert.
|  | Bezeichnung   | Aufstellung | Standort1 | Verbleib                              | Bemerkung |
|  | ------------- | ----------- | --------- | ------------------------------------- | --------- |
|  | SichBtl 8     | 01.09.1972  | Bad Tölz  | 01.07.1973 umbenannt in GebSichBtl 8  |           |
|  | GebSichBtl 8  | 01.07.1973  | Bad Tölz  | 01.10.1981 umbenannt in GebSichBtl 88 |           |
|  | GebSichBtl 88 | 01.10.1981  | Bad Tölz  | 1992/1993 aufgelöst                   |           |

1Standort des Kaders und/oder Mobilmachungsstützpunkt und/oder Depotstandort

## Abkürzungen
Folgende Abkürzungen werden benutzt:
| - Btl → Bataillon - GebBrig → Gebirgsbrigade - GebJgBrig → Gebirgsjägerbrigade - GebDiv → Gebirgsdivision - GebJgBtl → Gebirgsjägerbataillon | - GebSichBtl → Gebirgssicherungsbataillon - JgBrig → Jägerbrigade - JgBtl → Jägerbataillon | - PzGrenBrig → Panzergrenadierbrigade - SichBtl → Sicherungsbataillon - WBK → Wehrbereichskommando |